# Убица из будућности
Убица из будућности (енгл. Looper) амерички је научнофантастични акциони трилер из 2012. редитеља и сценаристе Рајана Џонсона у коме главне улоге тумаче Џозеф Гордон-Левит, Брус Вилис и Емили Блант.

## Радња
Џо Симонс (Џозеф Гордон-Левит) живи у 2044. години, где свака десета особа на Земљи има телекинезу (они се зову Т-Кејс), где је моћ слаба, структуре власти корумпиране, хаос и безакоње се дешавају и убија скитница није кажњиво дело. А 2074. године државна контрола је толико јака да се лешеви не могу сакрити, а мафија проналази излаз у виду новоизмишљене и нелегалне времеплове. Жртве се везују и шаљу у 2044. годину, где их локални убице, лупери (енгл. looper; петљач, петљалица), убијају у делићу секунде након доласка. Жртве стижу са врећом на глави и товаром сребрних полуга на леђима, које су исплата петљачу. Ако се полуге испостави да су златне, онда је петљач управо убио себе у будућности и "затворио петљу", што је главни услов њиховог уговора: 2074. и петљач ће бити послат у прошлост као опасан сведок. .
Џо и његов најбољи пријатељ Сет (Пол Дано) су лупери, и као и сви остали, није их брига за предстојеће убиство свог старца. Једном током наређења, Сет схвата да се суочава са "старим Сетом" и, падајући у ступор, дозвољава му да побегне. Млади Сет долази код Џоа и тражи да га сакрије. Он се опире, али пристаје.
Џо је доведен на чело лупера, Ејба (Џеф Данијелс), послат из будућности да их контролише. Ејб приморава Џоа да преда свог пријатеља, обећавајући да неће убити Сета. Сет је ухваћен и постепено раскомадан на хируршком столу, преносећи тако "поруку" старом Сету у виду ожиљака и делова тела који нестају. Осакаћени стари Сет долази на право место и он бива убијен.
Ускоро, Џо такође проналази златне полуге на полеђини леша. Одлази у пензију и одлази у Шангај где за неколико година потроши сву зараду. Поново се придружује организованом криминалу, али све се мења када упозна и заљуби се у Кинескињу (Кинг Ксу). Она му помаже да се ослободи зависности од дроге, почињу да живе као породица у кинеском селу. 2074. мафијашки борци долазе у Џоову кућу како би затворили круг. Џо им се предаје, у том тренутку један од бораца примећује кретање испред прозора, пуца и убија његову жену. Пред времепловом, Џо избија и убија криминалце. Затим сам улази у времеплов и невезано путује у прошлост.
Као резултат тога, прошлост се мења: мало касно, Стари Џо се штити од метка сопственим златним полугама, нокаутира младог и одлази у бекство. Почиње лов на оба Џоа, млади покушава да пронађе и убије старог. Има и циљ – да освети смрт своје вољене убиством мафијашког боса из будућег Шамана, који 2044. има само пет година. Стари Џо успева да сузи своју потрагу на троје деце.
Стари Џо убија прво дете и одлази код другог, за које се испоставља да је ћерка омиљене проститутке младог Џоа, Сузи (Пајпер Перабо), и зато што га тамо ухвати Ејбов борац Кид (Ноа Сиган) који му је предложио ванземаљац из будућности би желео да посети своју бившу вољену. Након што је доведен код Ејба, Стари Џо избија, повређује Кида и убија све остале.
Несвестан тога, млади Џо стиже на трећу адресу, фарму Саре (Емили Блант), слободне жене са сином Сидом. Након што је живео са њима неколико дана, Џо се везује за Сида и заљубљује се у Сару. Сид је паметан и активан дечак, али понекад добија нападе беса, од којих се Сара из неког разлога крије у сефу. У потрази за Џоом, на фарму долази Ејбов човек, којег Сид, који је доспео у стресну ситуацију, убија уз помоћ телекинезе. Штавише, ова телекинеза је много моћнија од оне код других ти-кључева. Млади Џо схвата да је Сид Шаман и жели да га убије, схватајући његову опасност по друштво, али Сара успева да га разувери. Оно што се догодило драматично мења сећање на Старог Џоа, који сада такође зна да је Шаман Сид.
Он стиже на Сарину фарму, где на неко време успева да се ослободи отпора свог младог ја, док се обрачунава са Кидом који је дошао за њим. Сид и његова мајка беже од Старог Џоа до трске. Џо пуца у Сида и погађа га у образ. Да би спасила сина, Сара затвара линију ватре са собом, а стари Џо ће пуцати кроз њу. Видећи ово издалека, млади Џо схвата да ће дечак због губитка мајке постати огорчен и да ће покренути ланац догађаја који су Џоу већ познати, услед којих ће велики број људи умрети. Да би Сид могао да живи другачијим животом од Џоовог, пуца себи у срце и за тренутак Стари Џо нестаје. Након тога, Сара се са сузама сагиње над мртвим младим Џоом, милујући га по коси. И проналази златне полуге у прашини, разбацане из комбија којим је стигао Стари Џо.

## Улоге
| Глумац             | Улога       |
| ------------------ | ----------- |
| Џозеф Гордон-Левит | Џо          |
| Брус Вилис         | старији Џо  |
| Емили Блант        | Сара        |
| Пол Дејно          | Сет         |
| Френк Бренан       | старији Сет |
| Ноа Сеган          | Кид Блу     |
| Пајпер Перабо      | Сузи        |
| Џеф Данијелс       | Ејб         |
| Пирс Гагон         | Кид         |
| Сју Ћинг           | Џоова жена  |
| Трејси Томс        | Беатрикс    |
| Гарет Диллахант    | Џеси        |
| Ник Гомез          | Дејл        |
| Маркус Хестер      | Зак         |